# جهانشیر امینی
جهانشیر امینی (۱۳۴۶-)، استاد تمام گروه گیاه پزشکی در دانشگاه کردستان و ریاست سابق دانشگاه کردستان است. وی همچنین در دانشگاه کردستان، رئیس کمیسیون دائمی هیئت امنا و عضو حقوقی این کمیسیون و همچنین عضو هیئت امنا این دانشگاه ملی می باشد. امینی مدرک کارشناسی خود را از دانشگاه تهران در رشتهٔ گیاه‌شناسی و مدرک کارشناسی ارشد را از دانشگاه تربیت مدرس در زمینه بیماری‌شناسی گیاهی و مدرک دکتری‌اش را از دانشگاه تیمیریازوف مسکو در همین رشته اخذ کرده‌است. او در بهمن‌ماه ۱۳۸۸ به سرپرستی دانشگاه کردستان منصوب شد و در بهمن‌ماه ۱۳۸۹، ریاستش توسط شورای عالی انقلاب فرهنگی تأیید گردید. او در سال ۱۳۹۳ جای خود را به فردین اخلاقیان طاب داد. در سال ۱۳۹۸ ابتدا به عنوان رئیس دانشگاه آزاد اسلامی استان کرمانشاه و تأیید شورای عالی انقلاب فرهنگی انتخاب و از دی ماه همان سال با حکم دکتر طهرانچی به عنوان رئیس دانشگاه آزاد اسلامی استان کردستان انتخاب شد. دکتر جهانشیر امینی در آذر ماه ۱۴۰۰ به عنوان معاون اداری مالی و مدیریت منابع صندوق رفاه دانشجویی وزارت علوم، تحقیقات و فناوری منصوب شد.

## تحصیلات و مدارج دانشگاهی
- دکترای بیماری‌شناسی گیاهی از دانشگاه تیمیریازوف مسکو در کشور روسیه (۱۳۸۳)
- کارشناسی ارشد بیماری‌شناسی گیاهی از دانشگاه تربیت مدرس (۱۳۷۵)
- کارشناسی گیاه پزشکی از دانشگاه تهران (۱۳۷۲)

## مسئولیتهای اجرایی
- رئیس دانشگاه کردستان (۱۳۹۳–۱۳۸۸)
- رئیس دانشگاه آزاد اسلامی استان کرمانشاه از ۱۹ فروردین ۱۳۹۸ تا ۹ دی ماه ۱۳۹۸
- رئیس دانشگاه آزاد اسلامی استان کردستان از ۱۸ دی ماه ۱۳۹۸ تا ۲۳ آذر ماه ۱۴۰۰
- معاون اداری مالی و مدیریت منابع صندوق رفاه دانشجویی وزارت علوم، تحقیقات و فناوری از آذر ۱۴۰۰ تا کنون
- عضو هیئت امنا دانشگاه کردستان تا کنون
- رییس کمیسیون دائمی هیئت امنا دانشگاه کردستان و عضو حقوقی این کمیسیون از تیرماه ۱۴۰۱ تا کنون
- عضو هیئت ممیزه دانشگاه کردستان
- معاون آموزشی دانشگاه کردستان
- معاون فرهنگی اجتماعی و دانشجویی دانشگاه کردستان
- مشاور و مدیرکل حوزه ریاست دانشگاه کردستان
- مدیرکل پژوهش تحصیلات تکمیلی دانشگاه کردستان
- مدیرکل دانشجویی دانشگاه کردستان
- قائم مقام دانشگاه پیام نور استان کردستان
- معاون آموزشی دانشگاه پیام نور استان کردستان
- مسئول مجتمع تحقیقاتی و آموزشی دانشکده کشاورزی دانشگاه کردستان
- عضو هیئت علمی دانشکده کشاورزی گروه گیاه پزشکی دانشگاه کردستان با مرتبه علمی استاد تمام